# 罗尼翁
罗尼翁（法語：Rognon，發音：[ʁɔɲɔ̃] ⓘ）是法国杜省的一个市镇，属于贝桑松区。

## 地理
罗尼翁（47°25'29"N, 6°18'43"E）面积4.09 平方千米，位于法国勃艮第-弗朗什-孔泰大區杜省，该省份为法国东部内陆省份，北起上索恩省，西接汝拉省，东部及东南部与瑞士接壤，东北部与贝尔福地区省接壤。
与罗尼翁接壤的市镇（或旧市镇、城区）包括：于昂蒙特马尔坦、蒙蒂桑、皮埃桑、塔朗、图尔南。
罗尼翁的时区为UTC+01:00、UTC+02:00（夏令时）。

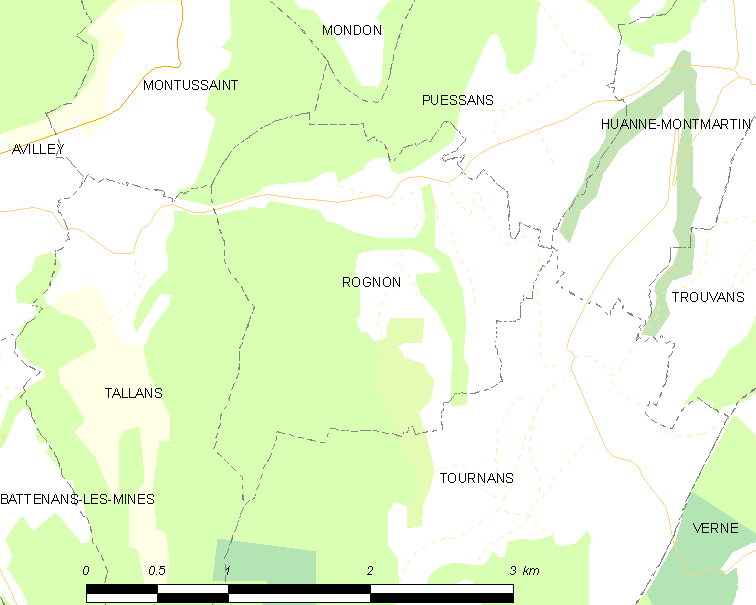
罗尼翁的OSM定位图

## 行政
罗尼翁的邮政编码为25680，INSEE市镇编码为25498。

## 政治
罗尼翁所属的省级选区为博姆莱达姆县。

## 人口

1962-2008年间罗尼翁人口变化图示

罗尼翁于2022年1月1日时的人口数量为47人。